# Negernbötel
Negernbötel ist eine Gemeinde im Kreis Segeberg in Schleswig-Holstein.

## Geografie

### Geografische Lage
Das Gemeindegebiet von Negernbötel erstreckt sich im Naturraum Holsteinische Vorgeest (Haupteinheit Nr. 698) an der Faulen Trave. Die nord- und östliche Gemarkungsgrenze wird weitestgehend durch die Brandsau abgebildet, die südliche durch die Faule Trave und in Teilen durch den Hohlen Bach.

### Gemeindegliederung
Siedlungsgeographisch gliedert sich die Gemeinde in mehrere Wohnplätze. Neben dem namenstiftenden Dorf befindet sich auch das weitere Dorf Hamdorf, die Häusergruppen Heidkaten und Kiebitzholm, gleichfalls die Haus-/Häusersiedlungen Bredensegen  und Stüff, wie auch das Gut Maleksberg im Gemeindegebiet.

### Nachbargemeinden
Nagernbötel grenzt unmittelbar an die Gemeindegebiete von:
| Rickling  |                                             | Daldorf     |
|           | Kompassrose, die auf Nachbargemeinden zeigt | Blunk       |
| Wahlstedt | Schackendorf, Bad Segeberg                  | Groß Rönnau |

## Geschichte
Langbettgräber und andere archäologische Funde belegen eine steinzeitliche Besiedlung des Gemeindegebiets.
Das Dorf wurde gegen Ende des 12. Jahrhunderts, schriftlich wohl erstmals 1306 erwähnt, als eine weitere Siedlung (Plattdeutsch: „Botele“) am Kloster Segeberg entstand. Der Namensteil Botele oder Bötel stammt vermutlich aus dem Plattdeutschen und bedeutet Wohnstätte oder Siedlung. Als 1306 ein weiteres Dorf mit diesem Namen (das heutige Fehrenbötel) zum Kloster Segeberg kam, wurde es nötig, beide namentlich zu unterscheiden. So bedeutet Negernbötel „nähere Siedlung“, im Gegensatz zur „fernen Siedlung“ Fehrenbötel.
Bis 1600 war die Gegend um Negernbötel durch die Faule Trave sehr feucht, danach wurden weite Flächen trockengelegt.
Am 1. Januar 1974 wurde die Nachbargemeinde Hamdorf eingegliedert.

## Politik

### Gemeindevertretung
Bei der Kommunalwahl am 14. Mai 2023 wurden insgesamt elf Sitze vergeben. Von diesen erhielt die Kommunale Wählergemeinschaft zehn Sitze und die SPD einen Sitz.

## Wappen und Flagge
Blasonierung: „In Silber eine eingeschweifte blaue Spitze, beidseits begleitet von einem roten Bauernhaus (Frontalansicht) mit goldenem Tor, goldenen Stalltüren und goldenem Giebelbrett.“ Die beiden Bauernhäuser auf Wappen und Flagge stellen die zwei Ortsteile Hamdorf und Negernbötel dar, diese sollen das Zusammenwachsen der beiden Ortsteile symbolisieren.

## Verkehr
Das Gemeindegebiet wird von der Bundesstraße 205 sowie der Bundesautobahn 21 durchzogen.